# Rabudinho
Rabudinho-de-poupa, rabudinho-platino ou rabudinho (Leptasthenura platensis) é uma espécie de ave da família Furnariidae.
Pode ser encontrada nos seguintes países: Argentina, Brasil, Paraguai e Uruguai.
Os seus habitats naturais são: florestas subtropicais ou tropicais húmidas de baixa altitude, matagal árido tropical ou subtropical e matagal húmido tropical ou subtropical.